# Guadalupe, Ahuatlán
Guadalupe är en ort i Mexiko.   Den ligger i kommunen Ahuatlán och delstaten Puebla, i den sydöstra delen av landet, 130 km sydost om huvudstaden Mexico City. Guadalupe ligger 1 518 meter över havet och antalet invånare är 121.
Terrängen runt Guadalupe är huvudsakligen lite kuperad. Guadalupe ligger uppe på en höjd. Runt Guadalupe är det ganska tätbefolkat, med 134 invånare per kvadratkilometer. Närmaste större samhälle är Izúcar de Matamoros, 16,0 km väster om Guadalupe. I omgivningarna runt Guadalupe växer huvudsakligen savannskog.